# Риков Владислав Миколайович
Владисла́в Микола́йович Ри́ков (17 червня 1993, Луганська область — 7 лютого 2024, Курахове, Донецька обл., Україна) — український льотчик, полковник (посмертно), пілот 299-ї бригади тактичної авіації Повітряних сил ЗСУ, учасник російсько-української війни, що відзначився під час російського вторгнення в Україну в 2022 році. Повний кавалер орденів «За мужність» та Богдана Хмельницького. Герой України (2024, посмертно).

## Біографія
Народився 17 червня 1993 році в Луганській області, виріс в Харкові у сім'ї військових. Батько та його брат були пілотами. Коли Владу було шість років, бандити вбили всю його сім'ю. Влад зазнав поранення, та залишився живим.
Навчався в Авіаційному навчальному кадетському центрі ім. Данила Дідика, потім закінчив Харківський національний університет повітряних сил ім. Кожедуба.
Під час російського вторгнення в Україну служив у складі 299-ї БрТА на штурмовику Су-25. Мав 385 бойових вильотів.
Загинув 7 лютого 2024 року під час виконання бойового завдання.
Похований 11 лютого 2024 року у Вінниці на Алеї Слави.
У Владислава залишилися дружина, донька Мирослава (2017 р.н.) та опікун, названий батько Юрій Покусай.

## Вшанування пам'яті
У 2024 році вийшло третє доповнене видання книги віршів Людмили Ліри «Ріки війни», присвячене Владиславу Рикову.
5 грудня 2024 року Президент України Володимир Зеленський присвоїв 203-й навчальній авіаційній бригаді ім'я Владислава Рикова з офіційною назвою «203 навчальна авіаційна бригада імені Владислава Рикова Повітряних Сил Збройних Сил України».
У місті Вінниця вулицю Генерала Арабея перейменували на вулицю Владислава Рикова.

## Нагороди

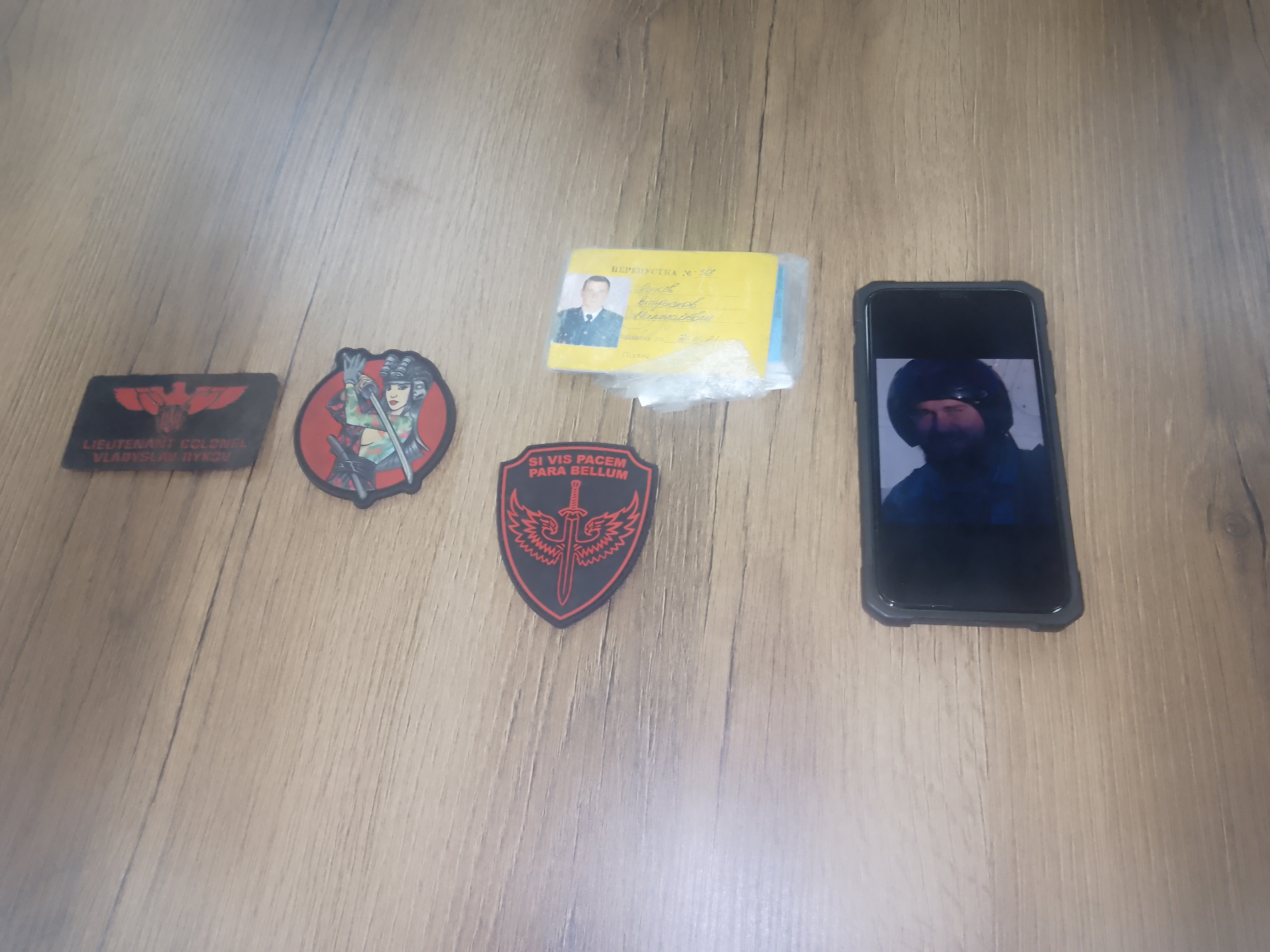
Шеврони та посвідчення Владислава Рикова у Музеї національно-визвольної боротьби Тернопільщини

- Звання Герой України з удостоєнням ордена «Золота Зірка» (24 лютого 2024, посмертно) — За особисту мужність і героїзм, виявлені у захисті державного суверенітету та територіальної цілісності України, самовіддане служіння Українському народові[7].
- орден Богдана Хмельницького I ступеня (24.08.2023) — За особисту мужність і самовіддані дії, виявлені у захисті державного суверенітету та територіальної цілісності України, вірність військовій присязі[8].
- орден Богдана Хмельницького II ступеня (23.11.2022) — За особисту мужність і самовіддані дії, виявлені у захисті державного суверенітету та територіальної цілісності України, вірність військовій присязі[9].
- орден Богдана Хмельницького III ступеня (08.08.2022) — За особисту мужність і самовіддані дії, виявлені у захисті державного суверенітету та територіальної цілісності України, вірність військовій присязі[10].
- орден «За мужність» I ступеня (10.06.2022) — За особисту мужність і самовіддані дії, виявлені у захисті державного суверенітету та територіальної цілісності України, вірність військовій присязі[11].
- орден «За мужність» II ступеня (18.05.2022) — За особисту мужність і самовіддані дії, виявлені у захисті державного суверенітету та територіальної цілісності України, вірність військовій присязі[12].
- орден «За мужність» III ступеня (02.05.2022) — За особисту мужність і самовіддані дії, виявлені у захисті державного суверенітету та територіальної цілісності України, вірність військовій присязі[7].